# Amerikaanse steltkluut
De Amerikaanse steltkluut (Himantopus mexicanus) is een waadvogel met zeer lange poten uit de familie van kluten (Recurvirostridae) die voorkomt in Noord- en Zuid-Amerika. Vaak wordt deze steltkluut als ondersoort H. himantopus mexicanus beschouwd. De vogel wordt ook door BirdLife International als een ondersoort van de gewone steltkluut beschouwd en heeft daarom geen aparte vermelding op de Rode Lijst van de IUCN.

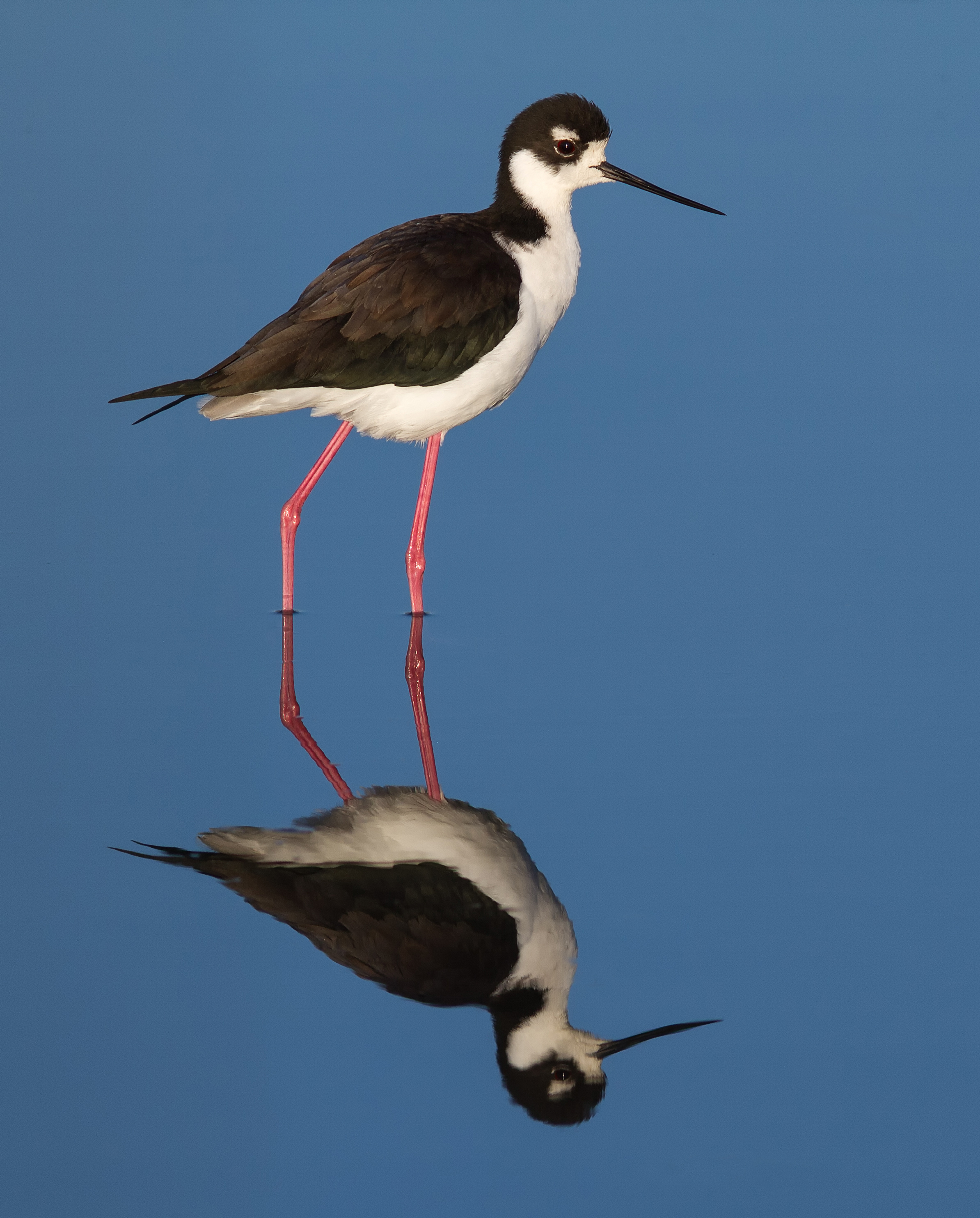
Amerikaanse steltkluut.

## Kenmerken
De Amerikaanse steltkluut wordt ongeveer 35 cm lang.

## Verspreiding en broedgebied
De soort komt voor als standvogel in grote delen van Zuid-Amerika, Midden-Amerika inclusief de Caraïben. De vogel broedt verder in het westen van de Verenigde Staten en gedraagt zich daar als trekvogel.
De soort telt 2 ondersoorten:
- H. m. knudseni: de Hawaïaanse eilanden.
- H. m. mexicanus: van de westelijke en zuidelijke Verenigde Staten tot zuidwestelijk Peru en noordoostelijk Brazilië en West-Indië.